# Apolinary Hartglas
Apolinary Hartglas, właśc. Maksymilian Apolinary Hartglas (jidysz הארטגלאס מאקסימיליאן אפאלינארי; ur. 7 kwietnia 1883 w Białej Podlaskiej, zm. 7 marca 1953 w Tel Awiwie) – polski prawnik, publicysta i polityk narodowości żydowskiej; działacz syjonistyczny, jeden z czołowych polityków żydowskich przedwojennej Polski, adwokat, poseł na Sejm Ustawodawczy oraz I i II kadencji w latach 1919–1930.

## Życiorys
Pochodził z osiadłej na Podlasiu rodziny adwokackiej. Syn Kelmana i Aleksandry Debory z Rozencwajgów. W latach 1892–1900 uczęszczał do gimnazjum w Białej Podlaskiej. Następnie (studiując w latach 1900–1904) skończył prawo na Cesarskim Uniwersytecie Warszawskim. W latach 1907–1919 prowadził praktykę adwokacką w Siedlcach. Był też wiceprzewodniczącym Rady Miasta Siedlce. W międzyczasie w 1911 założył w Warszawie własną kancelarię prawniczą. Należał do Rady Adwokackiej w Warszawie. W 1909 ożenił się z Chawą Ewą Rosenman.
Już na studiach, w 1901, związał się z ruchem syjonistycznym, w 1906 uczestniczył w konferencji syjonistycznej w Helsinkach. W 1919 został wybrany głosami mniejszości narodowych w Białej Podlaskiej posłem na Sejm Ustawodawczy. Mandat posła piastował w sumie przez trzy kadencje: Sejm Ustawodawczy (wybrany z okręgu wyborczego Biała Podlaska) oraz Sejm I kadencji i Sejm II kadencji (dwa razy z okręgu wyborczego Warszawa).
Przed wyborami w 1922 był współtwórcą Bloku Mniejszości Narodowych.
W Sejmie I kadencji był referentem projektu zniesienia ograniczeń wobec ludności żydowskiej na terenie dawnej Kongresówki.
Był również członkiem loży masońskiej „Braterstwo” w Warszawie.
W 1920 wziął udział w wojnie polsko-bolszewickiej jako ochotnik.
W latach 1938–1939 był radnym Warszawy. W październiku 1939 został członkiem stołecznego Judenratu. 20 grudnia 1939 udało mu się ewakuować przez Włochy do Jerozolimy. Znalazł się w kierownictwie Hagany.
Po utworzeniu państwa Izrael pracował jako wysoki urzędnik w Ministerstwie Spraw Wewnętrznych.
W 1996 ukazały się jego wspomnienia Na pograniczu dwóch światów, w których opisuje realia społeczno-polityczne Polski z przełomu wieków, okresu I wojny światowej i dwudziestolecia międzywojennego. W swoich wspomnieniach napisał:

Nazwałem swe pamiętniki „Na pograniczu dwóch światów” nie dlatego, że miałem na myśli świat naszego doczesnego życia obok świata wieczności, jeno dla bardziej skromnego powodu, że ja sam, osobiście, znalazłem się jako człowiek na pograniczu dwóch światów: żydowskiego i polskiego. Wyjaśnię to dalej, jak przez całe prawie me życie ścierały się we mnie dwa czynniki trudne do pogodzenia: wychowanie i dzieciństwo polskie, przywiązanie do narodu polskiego, jego kultury i jego ziemi z samorzutnie powstałą miłością dla mego umęczonego narodu żydowskiego, dla jego cierpień i jego odrodzenia we własnej Ojczyźnie. Całe życie cierpiałem na kompleks rozdwojenia z tego powodu, gdyż nie ma siły, która by potrafiła stopić te dwie odmienne dusze. Kochałem jednocześnie oba narody jako ja, jako człowiek, i odnosiłem się krytycznie i z gniewem do obu: jako Żyd – nie mogłem zapomnieć krzywd, jakich doznał mój naród w Polsce (ja osobiście ich nie doznałem), a jako zasymilowany z polskością – musiałem podzielać wiele żalów do Żydów, jakie żywią najlepsi nawet Polacy